# Hayata Bunzō

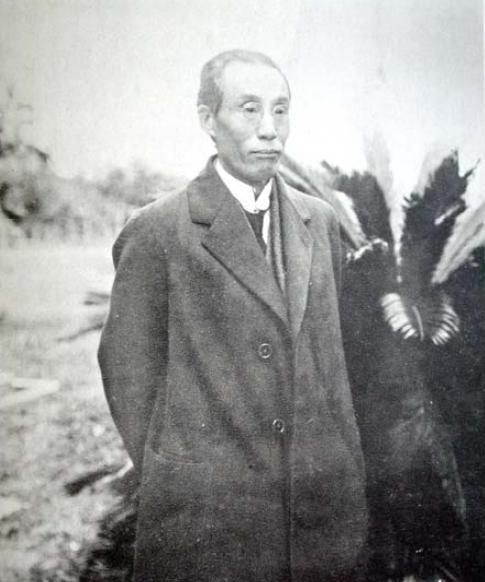
Hayata Bunzō

Hayata Bunzō (jap. 早田 文藏; * 2. Dezember 1874 in Kamo; † 13. Januar 1934 in Shinjuku, Tokio) war ein japanischer Botaniker. Er erforschte die Flora Taiwans – damals unter japanischer Herrschaft – und beschäftigte sich mit Fragen der Taxonomie und Systematik der Pflanzen. Sein botanisches Autorenkürzel lautet „Hayata“.

## Leben
Hayata Bunzō wurde 1874 in Kamo in der japanischen Präfektur Niigata geboren. Er hatte zwei Geschwister, einen älteren und einen jüngeren Bruder. Sein Vater, Hayata Shinkichi, starb, als der Junge sechs Jahre alt war. Nach der Grundschule konnte er ab 1887 eine private weiterführende Schule besuchen. Der Tod seiner Großeltern kurz hintereinander in den Jahren 1889 und 1890 führte dazu, dass Hayata die Schule abbrechen und eine Lehrstelle annehmen musste. Zu dieser Zeit hatte er, wie er später berichtete, schon den Entschluss gefasst, Botanik zu studieren. Vorerst musste es jedoch bei autodidaktischen Studien und beim Beobachten der lokalen Flora bleiben, unterstützt durch Briefwechsel mit der Tokioter Botanischen Gesellschaft (heute The Botanical Society of Japan), deren Mitglied er ab 1892 war.
Im Jahr 1895 ging Hayata Bunzō nach Tokio, um dort seine schulische Laufbahn fortzusetzen. Nach dem Abschluss von weiterführender Schule (1897) und Oberschule konnte er 1900 das Botanik-Studium an der Kaiserlichen Universität Tokio beginnen. In diese Zeit fällt der Tod seiner Mutter, Hayata Hatsu, die 1896 starb. Sein Hochschul-Studium schloss Hayata Bunzō 1903 ab, blieb aber weiterhin als Doktorand unter Professor Matsumura Jinzō an der Universität Tokio. Zugleich erhielt er eine Anstellung als Assistent am Botanischen Garten Tokio. Kurz nach Erlangung seines Doktorgrades Ende des Jahres 1907 heiratete er Amaya Kuni. Die beiden bekamen einen Sohn und drei Töchter.
Hayata blieb am botanischen Institut der Universität beschäftigt, wo er 1908 zum Dozenten befördert wurde, 1919 zum außerordentlichen Professor, 1920 erhielt er eine ordentliche Professur, 1924 wurde er zudem Direktor des Botanischen Gartens. Ein chronisches Herzleiden, das Hayata schon vor seinem 50. Lebensjahr plagte, verschlechterte seinen Gesundheitszustand um 1929 stark. Er konnte sich aber erholen und zog in ein Haus am botanischen Garten, um seiner Arbeit an der Universität leichter nachgehen zu können. Hayata Bunzō starb am 13. Januar 1934 im Alter von 59 Jahren. Er wurde auf dem Friedhof Aoyama begraben.
Hayata Bunzō wird als ernster, genügsamer Mensch geschildert, der nichts auf Freizeitvergnügungen gab. Seine beruflichen Ziele habe er ehrgeizig und mit Fleiß verfolgt, sein Umgang mit Anderen sei von Freundlichkeit und Mitgefühl geprägt gewesen.

## Wissenschaftliche Leistungen
Die ersten Veröffentlichungen Hayatas, erschienen im Jahr 1903, beschäftigten sich mit der lokalen Flora eines Moorgebietes, seine im selben Jahr verfasste Abschlussarbeit an der Hochschule hatte die Wolfsmilchgewächse (Euphorbiaceae) Japans zum Thema. In seiner Doktorarbeit beschäftigte er sich mit der Flora Taiwans – schon 1900 hatte er eine erste botanische Exkursion zu dieser Insel unternommen und in der Folge zu seinen Pflanzensammlungen einige Artikel publiziert. Die taiwanesische Flora bildete für die nächsten Jahre einen Schwerpunkt seiner Studien. Neben Reisen nach Taiwan führten sie ihn 1910/1911 nach Europa, wo er verschiedene Herbaria ansah, 1917 und nochmals 1921/1922 nach Indochina, wo er floristische Beziehungen zu Taiwan untersuchte.
Nach einigen vorlaufenden Werken erschien ab 1911 Icones Plantarum Formosanum, in dem die gesamte Flora Taiwans behandelt werden sollte. Die Zahl der bekannten Arten stieg im Zuge von Hayatas Forschungen stetig an: Zählte er 1906 in seiner Enumeratio Plantarum Formosarum noch 1999 Arten, so waren es im Jahr 1911, zu Beginn der Icones-Serie, schon 2660, und 1921, als die Serie ihr Ende fand, waren 3658 Arten aus Taiwan beschrieben. Aufgrund der Fülle der neu gefundenen Pflanzen wurde der Umfang der Icones nach der Publikation der ersten beiden Bände ausgeweitet. Hayata plante die Serie auf 15 Bände, nach dem zehnten Band wurde sie allerdings eingestellt.
In der Folgezeit übernahm er mehr Verpflichtungen am Lehrstuhl für Botanik, in seinen ersten Jahren als Professor und als Direktor des botanischen Gartens veröffentlichte er nur wenige Artikel. Die Arbeiten zur Flora Taiwans nahm er auch später nicht mehr auf, allerdings spendete er eine erhebliche Summe, die er bei der Verleihung des Prinz-Katsura-Gedächtnispreises erhalten hatte, zur Fortführung dieser Forschungen. Hayata Bunzō widmete sich der allgemeinen Systematik und Taxonomie der Pflanzen. Zunächst erarbeitete er eine Einteilung der Farne, für die er Merkmale der Stele untersuchte. Dieses System weitete er später auf die Samenpflanzen aus. Er beschäftigte sich weiter mit der Theorie der botanischen Taxonomie sowie der Evolution. Dem herrschenden Verständnis der Entstehung von Arten und der phylogenetischen Vorstellung von definierbaren Vorfahren heutiger Spezies setzte er ein „dynamisches System“ entgegen. Dabei ging er davon aus, dass eine Art von mehreren unterschiedlichen Vorläufern abstammen könne und ließ verschiedene Klassifikationen, je nach untersuchten Gesichtspunkten, nebeneinander zu.
Hayata beschrieb insgesamt über 1600 verschiedene Taxa. Viele davon stammen aus Taiwan, aber auch Pflanzen aus Japan, China und Vietnam sind darunter. Anhand einer 2003 im Rahmen der Flora of Taiwan erschienenen Liste der taiwanesischen Pflanzen ist ersichtlich, dass 549 Arten, die 14 % der Flora Taiwans ausmachen, von Hayata Bunzō beschrieben wurden. Hayata selbst sah die Entdeckung der Konifere Taiwania cryptomerioides als seinen herausragenden Beitrag zur Erforschung der Flora Taiwans. Seine späteren theoretischen Werke zu Systematik und Taxonomie der Pflanzen hatten keinen nachhaltigen Einfluss auf die Wissenschaft.

## Ehrungen
Nach ihm wurden die Pflanzengattungen Hayataella Masam. aus der Familie der Rötegewächse (Rubiaceae) und Hayata Aver. aus der Familie der Orchideen (Orchidaceae) benannt.

## Schriften
Die Publikationen Hayatas umspannen einen Zeitraum von gut 30 Jahren, in denen er mehr als 150 wissenschaftliche Artikel und Bücher verfasste. Zwischen 1903 und etwa 1920 sind es hauptsächlich floristische Arbeiten, ab 1920 verlagern sich die Themen zu Fragen der Taxonomie und Klassifikation der Pflanzen. 1935 erschien noch posthum der zweite Band seines Werkes zur Taxonomie. Viele seiner Arbeiten sind in Japanisch verfasst, er beherrschte auch Englisch, Französisch, Deutsch und Latein.
Einige seiner Arbeiten zur Flora Taiwans:
- 1906: On Taiwania, a new genus of Coniferae from the island of Formosa. In: Botanical Journal of the Linnean Society. Bd. 37, S. 330–331.
- 1908: Flora Montana Formosae. An enumeration of the plants found on Mt. Morrison, the central chain, and other mountainous regions of Formosa at altitudes of 3,000-13,000 ft. In: J. Coll. Sci. Imperial Univ. Tokyo, Bd. 25, S. 1–260.
- 1911: Materials for a Flora of Formosa. In: J. Coll. Sci. Imperial Univ. Tokyo, Bd. 30, S. 1–471.
- 1911–1921: Icones Plantarum Formosanarum. 10 Bde. Bureau of Productive Industries, Government of Formosa, Taihoku, Taiwan.

Arbeiten zur Taxonomie der Farne anhand der Stele:
- 1918: Notizen zu Archangiopteris und Protomarattia. In: Botanical Magazine Tokyo. Bd. 32, S. 237–244. (Original auf Japanisch)
- 1918: Über die systematische Bedeutung des stelären Systems. In: Botanical Magazine Tokyo. Bd. 32, S. 253–262, S. 279–297. (Original auf Japanisch)
- 1919: Protomarattia, a new genus of Marattiaceae and Archangiopteris. In. Botanical Gazette. Bd. 67, S. 84–92.
- 1927–28: Über die systematische Bedeutung des stelären Systems der Filicales. I. In: Botanical Magazine Tokyo. Bd. 41, S. 697–718; II. Bd. 42, S. 301–311; III. Bd. 42, s. 334–348. (Original auf Japanisch)
- 1929: Über die systematische Bedeutung des stelären Systemes in den Polypodiaceen. In: Flora. Bd. 124, S. 38–62.
- 1930: Über die systematische Bedeutung des stelären Systems der Phanerogamen. In: Botanical Magazine Tokyo. Bd. 44, S. 598–616. (Original auf Japanisch)

Schriften zur Taxonomie und Systematik der Pflanzen:
- 1920: Erläuterungen zu „Die natürliche Klassifikation der Pflanzen nach dem Dynamischen System“. In: Tōyō Gakugei Zasshi. Bd. 36, S. 1–8. (Original auf Japanisch)
- 1921: The Natural Classification of Plants according to the Dynamic System. In: Icones Plantarum Formosanarum. Bd. 10, S. 97–234.
- 1931: Das Dynamische System der Pflanzen. Iwanami shoten, Tokyo. (Original auf Japanisch)
- 1931: Über das „Dynamische System“ der Pflanzen. In: Berichte der Deutschen botanischen Gesellschaft. Bd. 49, S. 328–348.
- 1933: Taxonomie der Pflanzen. Teil 1: Nacktsamer. Uchida-rōkaku-ho, Tokyo. (Original auf Japanisch)
- 1933: Grundlegende Ziele der systematischen Botanik. In: Botanical Magazine Tokyo. Bd. 47, S. 461–465. (Original auf Japanisch)
- 1934: Diskussion taxonomischer Konzepte. In: Botany and Zoology, Scientific and Applied. Bd. 2, S. 79–88. (Original auf Japanisch)
- 1935: Taxonomie der Pflanzen. Teil  2: Bedecktsamer. Uchida-rōkaku-ho, Tokyo. (Original auf Japanisch)

## Belege
- Hiroyoshi Ohashi: Bunzo Hayata and His Contributions to the Flora of Taiwan. In: Taiwania. Band 54, Nr. 1, 2009, S. 1–27 (edu.tw [PDF]).